# J. G. Fletts Bookstore/Royal Alfred Lodge

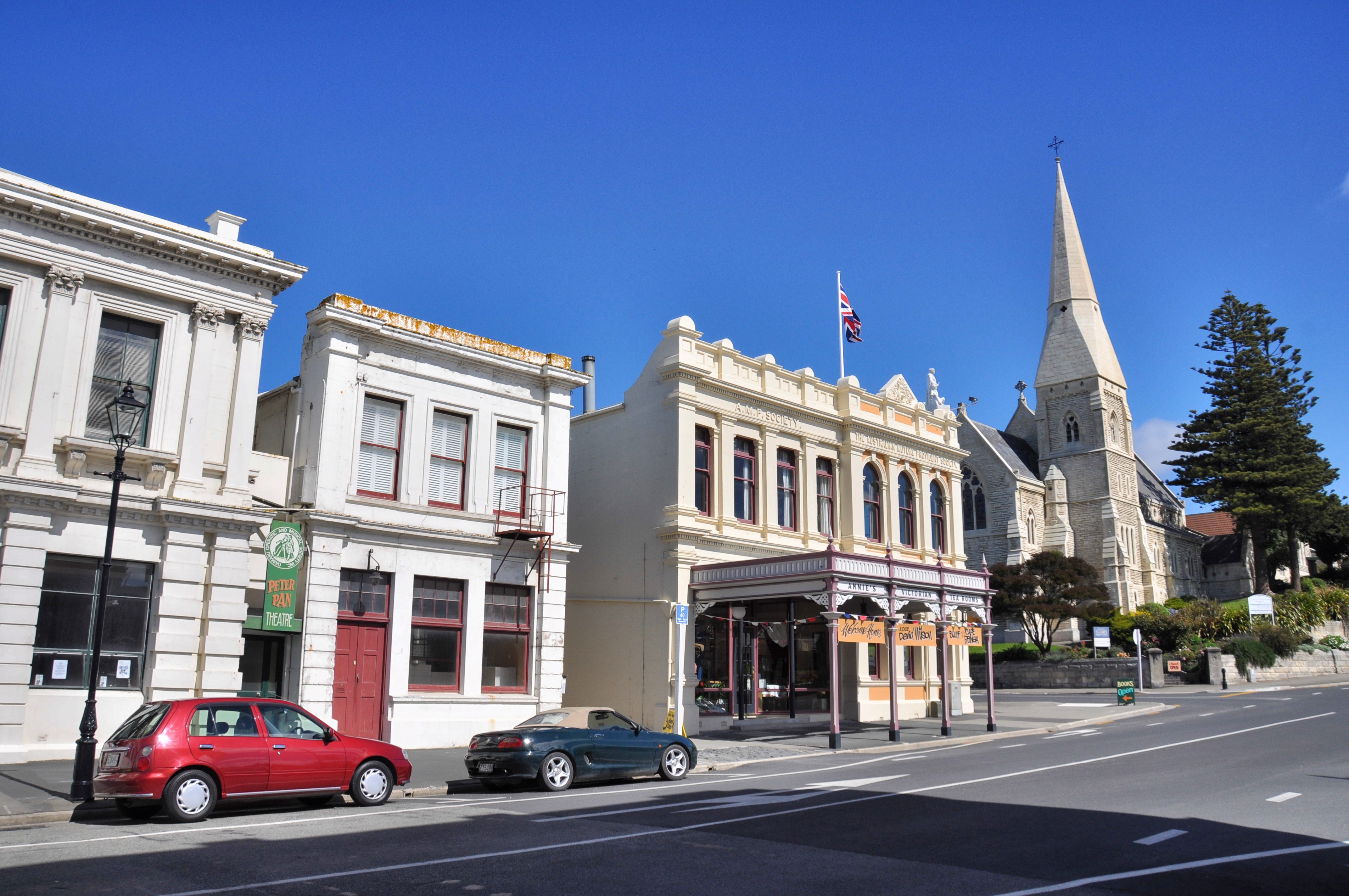
Fletts Bookstore (zweites Gebäude von links)

J. G. Fletts Bookstore/Royal Alfred Lodge ist ein historisches Bauwerk in der 19 Itchen Street im viktorianischen Stadtkern der neuseeländischen Stadt Oamaru in der Region Otago.
Es wurde 1873 nach Entwürfen der Architekten Forrester & Lemon im historischen Stadtkern Oamarus als Buchladen erbaut. Das aus Oamaru Stone errichtete Bauwerk diente später als Logenhaus der Alfred Lodge vom Independent Order of Oddfellows, einer Friendly Society.
Am 25. September 1986 wurde das Gebäude vom New Zealand Historic Places Trust unter der Nummer 4628 als Denkmal der Kategorie 2 (Historic Place Category II) eingestuft.
Das Baudenkmal ist Teil der ebenfalls geschützten Harbour/Tyne Street Historic Area.